# Laigné
Pour les articles homonymes, voir Laigne.
Laigné est une ancienne commune française, située dans le département de la Mayenne en région Pays de la Loire, peuplée de 827 habitants.
Elle dépend de la commune de Prée-d'Anjou depuis le 1er janvier 2018, avec la commune voisine d'Ampoigné.
La commune fait partie de la province historique de l'Anjou (Haut-Anjou).

## Géographie
La commune est située dans le Sud-Mayenne, à 6 km de Château-Gontier, 10 km de Craon, 30 km de Laval.
| Denazé     | Simplé   | Marigné-Peuton  |
| Pommerieux | Laigné   | Marigné-Peuton  |
| Pommerieux | Ampoigné | Château-Gontier |

## Toponymie
Le nom de la localité est attesté sous les formes de Lainiaco au XIe siècle et Lignec en 1097,. Le toponyme est issu de l'anthroponyme latin Latinius,.
Le gentilé est Laignéen.

## Histoire
La commune faisait partie de la sénéchaussée angevine de Château-Gontier dépendante de la sénéchaussée principale d'Angers depuis le Moyen Âge jusqu'à la Révolution française.
En 1790, lors de la création des départements français, une partie de Haut-Anjou a formé le sud mayennais sous l'appellation de Mayenne angevine. À la création des cantons, Laigné est chef-lieu de canton. Ce canton est supprimé lors du redécoupage cantonal de l'an IX (1801).

## Politique et administration

### Administration actuelle
Depuis le 1er janvier 2018 Laigné constitue une commune déléguée au sein de la commune nouvelle de Prée-d'Anjou, et dispose d'un maire délégué. 
| Période      | Période  | Identité           | Étiquette | Qualité                        |
| ------------ | -------- | ------------------ | --------- | ------------------------------ |
| janvier 2018 | En cours | Dominique Jaillier | SE        | Educateur technique spécialisé |

### Administration ancienne
Le conseil municipal est composé de quinze membres dont le maire et trois adjoints.

## Population et société

### Démographie
En 2021, la commune comptait 827 habitants. Depuis 2004, les enquêtes de recensement dans les communes de moins de 10 000 habitants ont lieu tous les cinq ans (en 2004, 2009, 2014, etc. pour Laigné) et les chiffres de population municipale légale des autres années sont des estimations. 
Laigné a compté jusqu'à 1 120 habitants en 1846.
| 1793  | 1800 | 1806 | 1821 | 1831  | 1836  | 1841  | 1846  | 1851  |
| ----- | ---- | ---- | ---- | ----- | ----- | ----- | ----- | ----- |
| 1 001 | 935  | 989  | 906  | 1 015 | 1 054 | 1 076 | 1 120 | 1 067 |

| 1856  | 1861  | 1866  | 1872  | 1876  | 1881  | 1886  | 1891  | 1896 |
| ----- | ----- | ----- | ----- | ----- | ----- | ----- | ----- | ---- |
| 1 065 | 1 092 | 1 102 | 1 110 | 1 112 | 1 065 | 1 026 | 1 002 | 977  |

| 1901 | 1906 | 1911 | 1921 | 1926 | 1931 | 1936 | 1946 | 1954 |
| ---- | ---- | ---- | ---- | ---- | ---- | ---- | ---- | ---- |
| 962  | 977  | 963  | 842  | 830  | 849  | 814  | 789  | 765  |

| 1962 | 1968 | 1975 | 1982 | 1990 | 1999 | 2004 | 2009 | 2014 |
| ---- | ---- | ---- | ---- | ---- | ---- | ---- | ---- | ---- |
| 756  | 701  | 694  | 691  | 668  | 674  | 733  | 833  | 849  |

| 2018 | - | - | - | - | - | - | - | - |
| ---- | - | - | - | - | - | - | - | - |
| 842  | - | - | - | - | - | - | - | - |

### Label
La commune est un village fleuri (deux fleurs) au concours des villes et villages fleuris.

### Sports
L'Avant-Garde de Laigné fait évoluer deux équipes de football en divisions de district. À l'issue de la saison 2017/2018, l'équipe 1 parvient à se hisser en Régionale 3 pour la première fois depuis la création du club en 1963.
L'Association sportive tennis de table de Laigné fait évoluer quatre équipes de tennis de table en championnat départemental.

## Culture locale et patrimoine

### Lieux et monuments
- L'église Saint-Martin-de-Vertou, romane. Elle abrite une cloche, un calice et un retable classés à titre d'objets aux Monuments historiques[16].
- Chapelle de la Rouaudière (1747).
- Logis de la Teillais, du XVIIIe siècle, inscrit au titre des Monuments historiques depuis le 30 octobre 1990[17].
- Manoir de Fontenelle, du XVIIe siècle, inscrit au titre des Monuments historiques depuis le 3 juillet 1964[18].

### Personnalités liées à la commune
- Guinoiseau dit Joli-Cœur (1775 à Laigné - 1815), chef chouan.